# Omołon
Omołon (ros. Омолон) – rzeka w azjatyckiej części Rosji, w obwodzie magadańskim, Czukockim Okręgu Autonomicznym i Jakucji; prawy i zarazem najdłuższy dopływ Kołymy. Długość 1114 km, powierzchnia dorzecza 113 600 km²; średni roczny przepływ przy ujściu 700 m³/s.
Źródła w Górach Kołymskich, płynie w kierunku północnym; w górnym biegu wąską doliną w Górach Kołymskich; w środkowym biegu wzdłuż wschodniego krańca Płaskowyżu Jukagirskiego; w dolnym biegu przez Nizinę Kołymską.
Zasilanie śniegowo-deszczowe; zamarza od października do maja, w górnym biegu do dna. Żeglowna na długości 595 km od ujścia.
Główny dopływ: Ołoj (prawy).